# Carta bianca (Lucarelli)
Carta bianca è il romanzo d'esordio di Carlo Lucarelli pubblicato nel 1990. È il primo libro di una serie con protagonista il commissario De Luca, proposta nel 2008 in versione televisiva.

## Trama
Durante gli ultimi drammatici giorni della Repubblica di Salò viene ucciso un ricco playboy, nell'omicidio sembrano coinvolti importanti personaggi del regime mussoliniano.
De Luca ha da poco lasciato il posto di comandante della sezione speciale di polizia politica (la famigerata Legione Autonoma Mobile Ettore Muti) ed è al suo primo caso come commissario dei normali servizi di pubblica sicurezza. È un uomo onesto ma non certo un eroe che si muove un po' contraddittoriamente in uno dei periodi più bui d'Italia.
Mentre il traballante regime vorrebbe indirizzare le indagini contro un gerarca in disgrazia, De Luca indaga su quattro donne sedotte, sfruttate e tradite dal bel rubacuori.

## Telefilm
Nel 2008 dal libro è stato tratto un episodio della miniserie televisiva Il commissario De Luca con attore protagonista Alessandro Preziosi.

## Edizioni
- Carlo Lucarelli, Carta bianca, Sellerio, ISBN 88-389-0626-2.